# Ібірапуера (район Сан-Паулу)
Ібірапуера (порт. Ibirapuera) — район (bairro) міста Сан-Паулу, розташований в центрально-південній частині міста, в окрузі Моема. Це один з найтрадиційніших районів міста, зокрема тут розташовано багато визначних пам'яток Сан-Паулу, таких як парк Ібірапуера, Південно-східне військове командування, Гімназія Ібірапуера, Shopping Ibirapuera, Законодавчі збори штату Сан-Паулу та бізліч історичних пам'яток, таких як Обеліск Сан-Паулу і Монумент Бандейрас. Через район проходять кілька головних вулиць міста, зокрема проспект Ібірапуера, проспект Педру Алваріса Кабрала і проспект 23 березня.
| Бразилія | Це незавершена стаття з географії Бразилії. Ви можете допомогти проєкту, виправивши або дописавши її. |